# Delta Serpentis
Delta Serpentis (δ Ser) – gwiazda wielokrotna, jedna z jaśniejszych w gwiazdozbiorze Węża (wielkość gwiazdowa dla całego układu: 3,8m). Gwiazda ta jest odległa od Słońca o ok. 210 lat świetlnych. Jej wielkość absolutna dla całego systemu wynosi -0,24m.
W skład systemu Delta Serpentis wchodzą cztery gwiazdy, tworzące dwa układy podwójne.
Składnik Delta Serpentis A jest gwiazdą o wielkości gwiazdowej 4,14m, należącą do typu widmowego F0 IV (zob. diagram Hertzsprunga-Russella). Temperatura powierzchni tej gwiazdy to około 27 000 K. Składnik Delta Serpentis B jest gwiazdą o wielkości gwiazdową 5,13m, typu widmowego F0 IV. Składniki A i B są oddalone są o 4,4″, obiegają wspólny środek masy raz na 3168 lat.
Składniki Delta Serpentis C i D także są odległe o 4,4″ i podobnie jak A i B tworzą układ podwójny, obiegając wspólny środek masy. Są to gwiazdy stosunkowo słabe, posiadają wielkości obserwowane 14,7m i 15,2m.